# Nature Reviews Molecular Cell Biology
Nature Reviews Molecular Cell Biology è una rivista mensile sottoposta a revisione paritaria e pubblicata dalla Nature Portfolio, che pubblica articoli di revisione nel campo della biologia molecolare e cellulare. 
È stata fondata nell'ottobre 2000. Il caporedattore è Kim Baumann.
Secondo il Journal Citation Reports, la rivista ha ricevuto un fattore di impatto per il 2021 pari a 113,915, collocandosi al primo posto fra 194 titoli presenti nella categoria "Biologia cellulare".